# Costantino II di Bulgaria
Costantino II Asen Šišman (in bulgaro Константин II Асен Шишман?; Vidin, 1369 – Belgrado, 17 settembre 1422) è stato un sovrano bulgaro, zar di Bulgaria a partire dal 1396.
Regnò sulla sola area di Vidin e non oltre la Bulgaria occidentale, ultimo sovrano bulgaro indipendente prima della conquista ottomana.

## Biografia
Era figlio dello zar Ivan Sracimir di Bulgaria e di Anna di Valacchia, figlia del principe valacco Nicolae Alexandru. Quando ereditò il comando alla morte del padre, la situazione per i bulgari era drammatica: fatta eccezione per la città di Vidin e poche altre roccaforti, che erano andate a costituire il regno di Vidin indipendente, l'intera Bulgaria era già caduta sotto il dominio ottomano. Anche Vidin intratteneva rapporti ambigui con gli ottomani, e Ivan Sracimir aveva alternato periodi di sottomissione ad altri di ostilità nel corso degli anni.
La sconfitta crociata alla battaglia di Nicopoli, avvenuta contemporaneamente all'ascesa di Costantino (e a cui i bulgari non presero parte), segnò il destino del regno di Vidin, che cominciò lentamente a cedere all'influenza turca. Per proteggersi dagli ottomani fu costretto a giurare fedeltà a re Sigismondo d'Ungheria, e nei primi anni del XV secolo, sfruttando l'interregno ottomano, organizzò anche una rivolta bulgara anti-turca assieme al cugino Fružin.
Una volta che il sultano Mehmet I ebbe preso il potere, la rivolta fallì e Costantino fu costretto a fuggire prima in Ungheria, e poi in Serbia. Quello che rimaneva della Bulgaria venne lentamente eroso dalle conquiste ottomane, finché Vidin cadde all'inizio del 1422 per opera del nuovo sultano Murad II. Costantino, allora in esilio a Belgrado, morì poco dopo, ultimo zar bulgaro indipendente.

## Ascendenza
|                           |                                |                        | Genitori               |  |  | Nonni                       |  |  | Bisnonni          |  |
|                           |                                |                        |                        |  |  | Ivan Alessandro di Bulgaria |  |  | Sratsimir di Kran |  |
|                           |                                |                        |                        |  |  | Ivan Alessandro di Bulgaria |  |  | Sratsimir di Kran |  |
|                           |                                | Keratsa Petrisa        |                        |  |  | Ivan Alessandro di Bulgaria |  |  |                   |  |
| Ivan Sracimir di Bulgaria |                                |                        |                        |  |  | Ivan Alessandro di Bulgaria |  |  |                   |  |
|                           |                                | Teodora di Valacchia   | Basarab I di Valacchia |  |  |                             |  |  |                   |  |
|                           |                                | Teodora di Valacchia   | Basarab I di Valacchia |  |  |                             |  |  |                   |  |
|                           |                                | Teodora di Valacchia   | Marghita               |  |  |                             |  |  |                   |  |
| Costantino II di Bulgaria |                                | Teodora di Valacchia   |                        |  |  |                             |  |  |                   |  |
|                           | Nicolae Alexandru di Valacchia | Basarab I di Valacchia |                        |  |  |                             |  |  |                   |  |
|                           | Nicolae Alexandru di Valacchia | Basarab I di Valacchia |                        |  |  |                             |  |  |                   |  |
|                           | Nicolae Alexandru di Valacchia | Marghita               |                        |  |  |                             |  |  |                   |  |
| Anna di Valacchia         | Nicolae Alexandru di Valacchia |                        |                        |  |  |                             |  |  |                   |  |
|                           |                                | Clara Dobokai          | Jan Dobokai            |  |  |                             |  |  |                   |  |
|                           |                                | Clara Dobokai          | Jan Dobokai            |  |  |                             |  |  |                   |  |
|                           |                                | Clara Dobokai          | …                      |  |  |                             |  |  |                   |  |
|                           |                                | Clara Dobokai          |                        |  |  |                             |  |  |                   |  |